# Renova
Renova – miasto w Stanach Zjednoczonych, w stanie Missisipi, w hrabstwie Bolivar.